# Qingshui He (King George Island)
Koordinaten: 62° 11′ S, 58° 55′ W
Qingshui He (chinesisch 清水河 ‚Frischwasserfluss‘) ist ein saisonaler, aus Schmelzwasser gespeister Fluss auf der Fildes-Halbinsel von King George Island im Archipel der Südlichen Shetlandinseln. Er fließt nördlich des Profound Lake in südöstlicher Richtung zur Schiffsbucht.
Chinesische Wissenschaftler benannten ihn 1986 im Zuge von Vermessungs- und Kartierungsarbeiten.